# WTA de Hamburgo
O WTA de Hamburgo – ou Hamburg European Open, atualmente – é um torneio de tênis profissional feminino, de nível WTA 250.
Realizado em Hamburgo, no norte da Alemanha, estreou no fim do século XIX. Desde a era aberta, teve quatro hiatos e retornou ao circuito em 2021. Os jogos são disputados em quadras de saibro durante o mês de julho.
Em 2024, foi substituído pontualmente por Iași no circuto de elite, pois os organizadores não acharam vantajosa a sua realização pela proximidade com os Jogos Olímpicos no mesmo mês, e por um challenger.

## Finais

### Simples
| Ano                                     | Campeã                  | Vice-campeã             | Resultado       |
| --------------------------------------- | ----------------------- | ----------------------- | --------------- |
| 2023                                    | Arantxa Rus             | Noma Akugue Noha        | 6–0, 7–63       |
| 2022                                    | Bernarda Pera           | Anett Kontaveit         | 6–2, 6–4        |
| 2021                                    | Elena-Gabriela Ruse     | Andrea Petkovic         | 7–66, 6–4       |
| Torneio não realizado entre 2020 e 2003 |                         |                         |                 |
| 2002                                    | Kim Clijsters           | Venus Williams          | 1–6, 6–3, 6–4   |
| 2001                                    | Venus Williams          | Meghann Shaughnessy     | 6–3, 6–0        |
| 2000                                    | Martina Hingis          | Arantxa Sánchez Vicario | 6–3, 6–3        |
| 1999                                    | Venus Williams          | Mary Pierce             | 6–0, 6–3        |
| 1998                                    | Martina Hingis          | Jana Novotná            | 6–3, 7–5        |
| 1997                                    | Iva Majoli              | Ruxandra Dragomir       | 6–3, 6–2        |
| 1996                                    | Arantxa Sánchez Vicario | Conchita Martínez       | 4–6, 7–6, 6–0   |
| 1995                                    | Conchita Martínez       | Martina Hingis          | 6–1, 6–0        |
| 1994                                    | Arantxa Sánchez Vicario | Steffi Graf             | 4–6, 7–63, 7–66 |
| 1993                                    | Arantxa Sánchez Vicario | Steffi Graf             | 6–3, 3–6, 6–1   |
| 1992                                    | Steffi Graf             | Gabriela Sabatini       | 7–65, 6–2       |
| 1991                                    | Steffi Graf             | Monica Seles            | 7–5, 46–7, 6–3  |
| 1990                                    | Steffi Graf             | Arantxa Sánchez Vicario | 5–7, 6–0, 6–1   |
| 1989                                    | Steffi Graf             | Jana Novotná            | w.o.            |
| 1988                                    | Steffi Graf             | Katerina Maleeva        | 6–4, 6–2        |
| 1987                                    | Steffi Graf             | Isabel Cueto            | 6–2, 6–2        |
| Torneio não realizado entre 1986 e 1984 |                         |                         |                 |
| 1983                                    | Andrea Temesvári        | Eva Pfaff               | 6–4, 6–2        |
| 1982                                    | Lisa Bonder-Kreiss      | Renáta Tomanová         | 6–3, 6–2        |
| Torneio não realizado entre 1981 e 1979 |                         |                         |                 |
| 1978                                    | Mima Jaušovec           | Virginia Ruzici         | 6–2, 6–3        |
| Torneio não realizado em 1977           |                         |                         |                 |
| 1976                                    | Sue Barker              | Renáta Tomanová         | 6–3, 6–1        |
| 1975                                    | Renáta Tomanová         | Kazuko Sawamatsu        | 7–6, 5–7, 10–8  |
| 1974                                    | Helga Masthoff          | Martina Navratilova     | 6–4, 5–7, 6–3   |
| 1973                                    | Helga Masthoff          | Pat Pretorius           | 6–4, 6–1        |
| 1972                                    | Helga Masthoff          | Linda Tuero             | 6–3, 3–6, 8–6   |
| 1971                                    | Billie Jean King        | Helga Masthoff          | 6–3, 6–2        |

### Duplas
| Ano                                     | Campeãs                                         | Vice-campeãs                               | Resultado        |
| --------------------------------------- | ----------------------------------------------- | ------------------------------------------ | ---------------- |
| 2023                                    | Anna Danilina Alexandra Panova                  | Miriam Kolodziejová Angela Kulikov         | 6–4, 6–2         |
| 2022                                    | Sophie Chang Angela Kulikov                     | Miyu Kato Aldila Sutjiadi                  | 6–3, 4–6, [10–6] |
| 2021                                    | Jasmine Paolini Jil Teichmann                   | Astra Sharma Rosalie van der Hoek          | 6–0, 6–4         |
| Torneio não realizado entre 2020 e 2003 |                                                 |                                            |                  |
| 2002                                    | Martina Hingis Barbara Schett                   | Daniela Hantuchová Arantxa Sánchez Vicario | 6–1, 6–1         |
| 2001                                    | Cara Black Elena Likhovtseva                    | Květa Hrdličková Barbara Rittner           | 6–2, 4–6, 6–2    |
| 2000                                    | Anna Kournikova Natasha Zvereva                 | Nicole Arendt Manon Bollegraf              | 56–7, 6–2, 6–4   |
| 1999                                    | Arantxa Sánchez Vicario Larisa Neiland          | Amanda Coetzer Jana Novotná                | 6–2, 6–1         |
| 1998                                    | Barbara Schett Patty Schnyder                   | Martina Hingis Jana Novotná                | 7–63, 3–6, 6–3   |
| 1997                                    | Anke Huber Mary Pierce                          | Ruxandra Dragomir Iva Majoli               | 2–6, 7–6, 6–2    |
| 1996                                    | Arantxa Sánchez Vicario Brenda Schultz-McCarthy | Gigi Fernández Martina Hingis              | 4–6, 7–612, 6–4  |
| 1995                                    | Gigi Fernández Martina Hingis                   | Conchita Martínez Patricia Tarabini        | 6–2, 6–3         |
| 1994                                    | Jana Novotná Arantxa Sánchez Vicario            | Eugenia Maniokova Leila Meskhi             | 6–3, 6–2         |
| 1993                                    | Steffi Graf Rennae Stubbs                       | Larisa Neiland Jana Novotná                | 6–4, 7–65        |
| 1992                                    | Steffi Graf Rennae Stubbs                       | Manon Bollegraf Arantxa Sánchez Vicario    | 4–6, 6–3, 6–4    |
| 1991                                    | Jana Novotná Larisa Savchenko                   | Arantxa Sánchez Vicario Helena Suková      | 7–5, 6–1         |
| 1990                                    | Gigi Fernández Martina Navratilova              | Larisa Savchenko-Neiland Helena Suková     | 6–2, 6–3         |
| 1989                                    | Isabelle Demongeot Nathalie Tauziat             | Jana Novotná Helena Suková                 | w.o.             |
| 1988                                    | Jana Novotná Tine Scheuer-Larsen                | Andrea Betzner Judith Wiesner              | 6–4, 6–2         |
| 1987                                    | Claudia Kohde-Kilsch Jana Novotná               | Natalia Egorova Leila Meskhi               | 7–61, 7–66       |
| Torneio não realizado entre 1986 e 1984 |                                                 |                                            |                  |
| 1983                                    | Bettina Bunge Claudia Kohde-Kilsch              | Ivanna Madruga-Osses Catherine Tanvier     | 7–5, 6–4         |
| 1982                                    | Elisabeth Ekblom Lena Sandin                    | Patricia Medrado Cláudia Monteiro          | 7–6, 6–3         |
| Torneio não realizado entre 1981 e 1979 |                                                 |                                            |                  |
| 1978                                    | Mima Jaušovec Virginia Ruzici                   | Katja Ebbinghaus Helga Masthoff            | 6–3, 6–3         |
| Torneio não realizado em 1977           |                                                 |                                            |                  |
| 1976                                    | Linky Boshoff Ilana Kloss                       | Laura DuPont Wendy Turnbull                | 4–6, 7–5, 6–1    |
| 1975                                    | Dianne Fromholtz Renáta Tomanová                | Paulina Peisachov Kazuko Sawamatsu         | 6–3, 6–2         |
| 1974                                    | Helga Hösl Raquel Giscafré                      | Martina Navratilova Renáta Tomanová        | 6–3, 6–2         |
| 1973                                    | Helga Masthoff Heide Orth                       | Kristien Kemmer Laura Rossouw              | 6–1, 6–2         |
| 1972                                    | Helga Masthoff Heide Orth                       | Wendy Overton Valerie Ziegenfuss           | 6–3, 2–6, 6–0    |
| 1971                                    | Rosie Casals Billie Jean King                   | Helga Masthoff Heide Orth                  | 6–2, 6–1         |